# Proch bezdymny

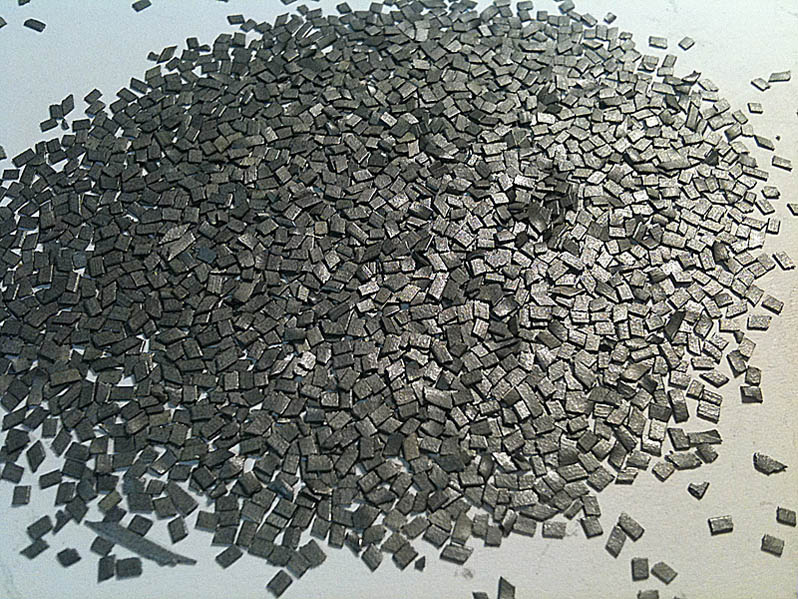
Kształtki prochu bezdymnego do broni strzeleckiej

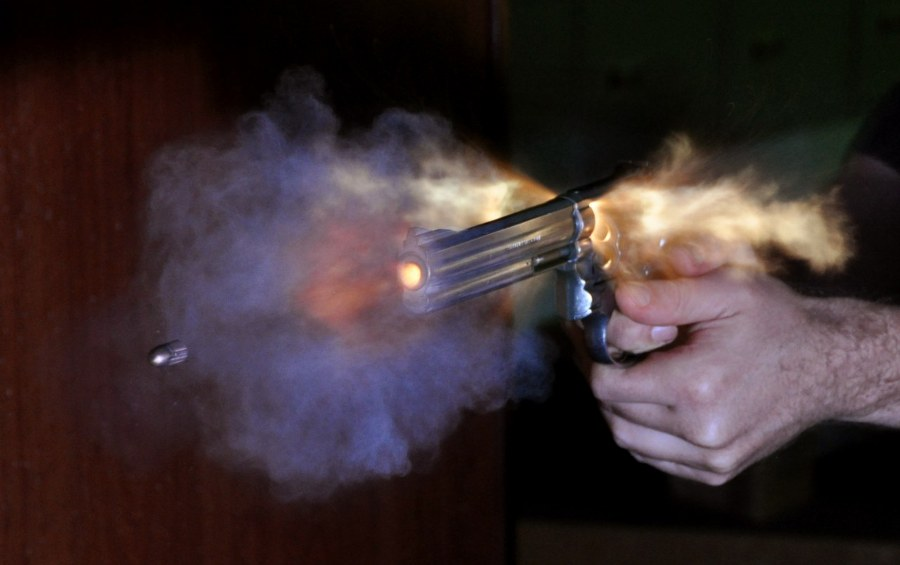
Wystrzał z użyciem prochu bezdymnego

Proch bezdymny, zwany również prochem strzelniczym – rodzaj prochu, który podczas spalania wytwarza głównie produkty gazowe, (np. N2, H2, H2O, CO i CO2), w porównaniu do około 55% produktów stałych w przypadku prochu czarnego. Został wynaleziony pod koniec XIX w. przez francuskiego inżyniera Paula Vieille’a i stał się standardowym prochem w nabojach do broni strzeleckiej i broni artyleryjskiej.
Pierwsza zaczęła używać go armia francuska jako ładunek miotający do broni strzeleckiej i w artylerii. Ma znacznie większą siłę wybuchu od prochu czarnego (dymnego), dzięki czemu wzrosła znacznie donośność karabinów oraz armat, i w efekcie go wyparł. Jednocześnie przy małej ilości produktów stałych, przy wystrzale nie zdradza stanowiska, z którego oddano strzał.
Rodzaje prochów bezdymnych:
- proch nitrocelulozowy (na bazie nitrocelulozy)
- proch nitroglicerynowy (na bazie nitrogliceryny), w tym[1]:
  - kordyt
  - balistyt
- proch nitroglikolowy (na bazie nitroglikolu)
- proch bezbłyskowy